# 2025年亚洲冬季运动会冬季两项比赛
2025年亚洲冬季运动会冬季两项比赛是2025年亚洲冬季运动会的一个比赛项目，于2025年2月11日至13日在中国哈尔滨市的亚布力滑雪场进行，此次比赛共设4个小项，包括2个男子小项和2个女子小项。

## 赛程
以下是冬季两项项目的具体赛程安排：
| 日期    | 时间  | 项目              |
| ------- | ----- | ----------------- |
| 2月11日 | 10:00 | 女子7.5公里竞速   |
| 2月11日 | 13:00 | 男子10公里竞速    |
| 2月13日 | 10:00 | 女子4×6公里接力   |
| 2月13日 | 13:00 | 男子4×7.5公里接力 |

## 奖牌榜
*   主办国家/地区（中国）
| 排名                     | 国家 / 地区              | 金牌 | 銀牌 | 銅牌 | 总计 |
| ------------------------ | ------------------------ | ---- | ---- | ---- | ---- |
| 1                        |                          | 1    | 2    | 1    | 4    |
| 2                        | 中国*                    | 1    | 1    | 3    | 5    |
| 3                        | 韩国                     | 1    | 1    | 0    | 2    |
| 4                        | 日本                     | 1    | 0    | 0    | 1    |
| 总计（共4个国家 / 地区） | 总计（共4个国家 / 地区） | 4    | 4    | 4    | 12   |

## 奖牌得主
| 项目     | 金牌                                                  | 金牌      | 银牌                                                                           | 银牌      | 铜牌                                                                                | 铜牌      |
| 男子竞速 | 弗拉迪斯拉夫·基列耶夫 · （KAZ）                       | 29:47.4   | 瓦迪姆·库拉莱斯 · （KAZ）                                                      | 30:13.1   | 仓 · 中国（CHN）                                                                    | 30:17.1   |
| 女子竞速 | 叶卡捷琳娜·阿瓦库莫娃 · 韩国（KOR）                   | 22:45.4   | 孟繁棋 · 中国（CHN）                                                           | 22:47.8   | 唐佳琳 · 中国（CHN）                                                                | 23:01.0   |
| 男子接力 | 日本（JPN） · 小岛清雅 · 立崎幹人 · 山本大晴 · 枋木司 | 1:24:20.3 | （KAZ） · Alexandr Mukhin · Asset Dyussenov · Kirill Bauer · Vladislav Kireyev | 1:25:18.7 | 中国（CHN） · 胡伟耀 · 乌罕图 · 闫星元 · 仓                                         | 1:25:32.7 |
| 女子接力 | 中国（CHN） · 文穎 · 唐佳琳 · 褚源蒙 · 孟繁棋         | 1:29:06.3 | 韩国（KOR） · 郑朱美 · 叶卡捷琳娜·阿瓦库莫娃 · 高殷姃 · 阿部真理亚             | 1:29:27.3 | （KAZ） · Arina Kryukova · Olga Poltoranina · Yelizaveta Beletskaya · Darya Klimina | 1:30:01.9 |

## 参赛代表团
以下是冬季两项项目的参赛代表团：
- 中国（12）
- 中华台北（1）
- 日本（10）
- （10）
- 韩国（11）
- （7）
- 黎巴嫩（3）
- 蒙古（8）
- 泰国（5）
- （2）